# Дін Канді
Дін Канді (англ. Dean Cundey; 12 березня 1946) — американський кінооператор.

## Біографія
Дін Канді народився 12 березня 1946 року в місті Алгамбра, штат Каліфорнія, США. У дитинстві захоплювався моделюванням і цікавився кіно. Навчався в кіношколі Каліфорнійського університету де викладачем був відомим оператор Джеймс Вонг Хоу. Працював з режисером Джоном Карпентером у 5 фільмах: «Хелловін» (1978), «Туман» (1980), «Втеча з Нью-Йорка» (1981), «Щось» (1982) і «Великий переполох у малому Китаї» (1986). З Робертом Земекісом у 6 фільмах: «Роман з каменем» (1984), «Назад у майбутнє» (1985), «Хто підставив кролика Роджера» (1988), «Назад у майбутнє 2» (1989), «Назад у майбутнє 3» (1990) і «Смерть їй личить» (1992).
За роботу над фільмом «Хто підставив кролика Роджера» Канді був номінований на пемію «Оскар» за найкращу операторську роботу.

## Фільмографія
| Рік       |     | Українська назва                            | Оригінальна назва                                                       | Роль                                                      |
| --------- | --- | ------------------------------------------- | ----------------------------------------------------------------------- | --------------------------------------------------------- |
| 1969      | ф   |                                             | Naked Angels                                                            | візажист                                                  |
| 1970      | ф   |                                             | Gas! -Or- It Became Necessary to Destroy the World in Order to Save It. | візажист                                                  |
| 1973      | ф   |                                             | The No Mercy Man                                                        | оператор-постановник                                      |
| 1973      | ф   | Брат у бігах                                | Brother on the Run                                                      | оператор                                                  |
| 1974      | ф   |                                             | So Evil, My Sister                                                      | оператор                                                  |
| 1974      | ф   | Квітка червоної папороті                    | Where the Red Fern Grows                                                | оператор-постановник                                      |
| 1975      | ф   | Ця дівчина з Бостона                        | That Girl from Boston                                                   | оператор                                                  |
| 1976      | ф   | Відьма, що вийшла з моря                    | The Witch Who Came from the Sea                                         | помічник оператора-постановника                           |
| 1976      | ф   | Ільза, хранителька гарема нафтового шейха   | Ilsa, Harem Keeper of the Oil Sheiks                                    | оператор                                                  |
| 1976      | ф   | Істота з Чорного озера                      | Creature from Black Lake                                                | оператор                                                  |
| 1976      | ф   | Чорний шампунь                              | Black Shampoo                                                           | оператор-постановник                                      |
| 1977      | ф   | Уболівальниці для Сатани                    | Satan's Cheerleaders                                                    | оператор-постановник                                      |
| 1977      | ф   | Голі кулаки                                 | Bare Knuckles                                                           | оператор-постановник                                      |
| 1977      | ф   | Атака моделей Т                             | Charge of the Model T's                                                 | оператор                                                  |
| 1978      | ф   |                                             | Hi-Riders                                                               | оператор-постановник                                      |
| 1978      | ф   |                                             | Goodbye, Franklin High                                                  | оператор                                                  |
| 1978      | ф   | Вхопитися за зірку                          | Hanging on a Star                                                       | оператор                                                  |
| 1978      | ф   | Хелловін                                    | Halloween                                                               | оператор-постановник                                      |
| 1979      | ф   | Семеро з небес                              | Angels' Brigade                                                         | оператор-постановник                                      |
| 1979      | ф   | Школа рок-н-ролу                            | Rock 'n' Roll High School                                               | оператор-постановник                                      |
| 1979      | ф   | Роллер Бугі                                 | Roller Boogie                                                           | оператор                                                  |
| 1980      | ф   | Туман                                       | The Fog                                                                 | оператор-постановник                                      |
| 1980      | ф   | Галаксіна                                   | Galaxina                                                                | оператор                                                  |
| 1980      | ф   | Застереження                                | Without Warning                                                         | оператор-постановник                                      |
| 1981      | ф   | Різними доріжками                           | Separate Ways                                                           | оператор                                                  |
| 1981      | ф   | Втеча з Нью-Йорка                           | Escape from New York                                                    | оператор                                                  |
| 1981      | ф   | Щелепи Сатани                               | Jaws of Satan                                                           | оператор                                                  |
| 1981      | ф   | Хелловін 2                                  | Halloween II                                                            | оператор-постановник                                      |
| 1981—1984 | с   | Невигадані історії                          | Tales of the Unexpected                                                 | оператор-постановник                                      |
| 1982      | ф   | Щось                                        | The Thing                                                               | оператор-постановник                                      |
| 1982      | ф   | Хелловін 3: сезон відьмака                  | Halloween III: Season of the Witch                                      | оператор-постановник                                      |
| 1983      | ф   | Психо 2                                     | Psycho II                                                               | оператор                                                  |
| 1983      | ф   | Вашингтонське таксі                         | D.C. Cab                                                                | оператор                                                  |
| 1983      | тф  | Невидима жінка                              | The Invisible Woman                                                     | оператор                                                  |
| 1983      | тф  | Матері проти п'яних водіїв                  | M.A.D.D.: Mothers Against Drunk Drivers                                 | оператор                                                  |
| 1984      | тф  | У тиші нічній                               | It Came Upon the Midnight Clear                                         | оператор                                                  |
| 1984      | тф  | Амазонки                                    | Amazons                                                                 | оператор                                                  |
| 1984      | ф   | Роман з каменем                             | Romancing the Stone                                                     | оператор                                                  |
| 1984      | ф   | Запрошення до пекла                         | Invitation to Hell                                                      | оператор                                                  |
| 1985      | ф   | Назад у майбутнє                            | Back to the Future                                                      | оператор-постановник                                      |
| 1985      | ф   | Застереження                                | Warning Sign                                                            | оператор-постановник                                      |
| 1986      | ф   | Великий переполох у малому Китаї            | Big Trouble in Little China                                             | оператор                                                  |
| 1987      | ф   | Проект Ікс                                  | Project X                                                               | оператор                                                  |
| 1988      | ф   | Великий бізнес                              | Big Business                                                            | оператор-постановник                                      |
| 1988      | ф   | Хто підставив кролика Роджера               | Who Framed Roger Rabbit                                                 | оператор-постановник                                      |
| 1989      | ф   | Придорожній заклад                          | Road House                                                              | оператор                                                  |
| 1989      | ф   | Назад у майбутнє 2                          | Back to the Future Part II                                              | оператор-постановник                                      |
| 1989      | с   | Байки зі склепу                             | Tales from the Crypt                                                    | оператор                                                  |
| 1990      | в   | Громадянин солдат                           | Citizen Soldier                                                         | оператор                                                  |
| 1990      | ф   | Назад у майбутнє 3                          | Back to the Future Part III                                             | оператор-постановник, актор                               |
| 1991      | ф   | Одні неприємності                           | Nothing But Trouble                                                     | оператор                                                  |
| 1991      | ф   | Майкл та Міккі                              | Michael & Mickey                                                        | оператор                                                  |
| 1991      | ф   | Капітан Гак                                 | Hook                                                                    | оператор                                                  |
| 1992      | ф   | Смерть їй личить                            | Death Becomes Her                                                       | оператор-постановник                                      |
| 1993      | ф   | Парк Юрського періоду                       | Jurassic Park                                                           | оператор, актор                                           |
| 1994      | ф   | Флінстоуни                                  | The Flintstones                                                         | оператор, актор                                           |
| 1995      | ф   | Каспер                                      | Casper                                                                  | оператор-постановник                                      |
| 1995      | ф   | Аполлон-13                                  | Apollo 13                                                               | оператор-постановник                                      |
| 1996      | вг  | Steven Spielberg's Director's Chair         | Steven Spielberg's Director's Chair                                     | оператор                                                  |
| 1997      | в   | Люба, ми себе зменшили                      | Honey, We Shrunk Ourselves                                              | режисер                                                   |
| 1997      | ф   | Флаббер                                     | Flubber                                                                 | оператор-постановник                                      |
| 1998      | ф   | Плем'я Кріппендорфа                         | Krippendorf's Tribe                                                     | оператор-постановник                                      |
| 1998      | ф   | Підйом з глибини                            | Deep Rising                                                             | режисер другого плану                                     |
| 1998      | ф   | Пастка для батьків                          | The Parent Trap                                                         | оператор                                                  |
| 1999      | тф  | Партнери                                    | Partners                                                                | оператор                                                  |
| 1999      | кф  | Зоряний крейсер «Галактика»: Друге пришестя | Battlestar Galactica: The Second Coming                                 | оператор                                                  |
| 2000      | ф   | Чого хочуть жінки                           | What Women Want                                                         | оператор-постановник                                      |
| 2001      | с   | Тижневик релігії та етики                   | Religion & Ethics Newsweekly                                            | оператор                                                  |
| 2001      | док | Обличчя: Ісус у мистецтві                   | The Face: Jesus in Art                                                  | оператор                                                  |
| 2003      | ф   | Луні Тюнз: Знову в дії                      | Looney Tunes: Back in Action                                            | оператор-постановник                                      |
| 2004      | ф   | Гарфілд                                     | Garfield                                                                | оператор-постановник                                      |
| 2005      | с   | Західне крило                               | The West Wing                                                           | оператор                                                  |
| 2006      | ф   | Відпустка за обміном                        | Holiday                                                                 | оператор-постановник                                      |
| 2006      | ф   | Гарфілд 2: Історія двох кішечок             | Garfield: A Tail of Two Kitties                                         | режисер другого плану, оператор-постановник другого плану |
| 2007      | ф   | Шепіт                                       | Whisper                                                                 | оператор-постановник                                      |
| 2008      | тф  | Camp Rock: Музичні канікули                 | Camp Rock                                                               | оператор                                                  |
| 2009      | ф   | Веселка Шеннон                              | Shannon's Rainbow                                                       | оператор                                                  |
| 2010      | ф   | Шпигун по сусідству                         | The Spy Next Door                                                       | оператор-постановник                                      |
| 2010      | тф  | Скубі-Ду 4: Прокляття озерного монстра      | Scooby-Doo! Curse of the Lake Monster                                   | оператор-постановник                                      |
| 2011      | кф  | Повернутися на майбутнє                     | Back for the Future                                                     | оператор-постановник                                      |
| 2011      | кф  | Для краси                                   | To Beauty                                                               | оператор                                                  |
| 2011      | ф   | Джек і Джилл                                | Jack & Jill                                                             | оператор                                                  |
| 2012      | кф  | Десятеро чоловіків на полі                  | Ten Men on the Field                                                    | оператор                                                  |
| 2012      | ф   | Чоловік нарозхват                           | Playing for Keeps                                                       | оператор-постановник другого плану                        |
| 2013      | ф   | Божевільний вид любові                      | Crazy Kind of Love                                                      | оператор                                                  |
| 2013      | ф   | Скляний будинок                             | Walking with the Enemy                                                  | оператор                                                  |
| 2014      | в   | Королівські пригоди Софії Грейс і Роузі     | Sophia Grace & Rosie's Royal Adventure                                  | оператор-постановник                                      |
| 2014      | ф   | Свобода                                     | Freedom                                                                 | оператор                                                  |
| 2015      | ф   | Дівчина на фотографіях                      | The Girl in the Photographs                                             | оператор                                                  |
| 2015      | ф   | Диявол                                      | Diablo                                                                  | оператор                                                  |
| 2015      | кф  | Назад у майбутнє: Док Браун рятує світ      | Back to the Future: Doc Brown Saves the World                           | оператор                                                  |
| 2016      | кф  | Роздягнений                                 | Stripped                                                                | оператор                                                  |
| 2016      | ф   |                                             | Terra Infirma                                                           | оператор                                                  |
| 2016      | ф   | Кошмарне місто                              | Nightmare City                                                          | оператор                                                  |
| 2017      | ф   | Міст Ландан і три ключа                     | Lundon's Bridge and the Three Keys                                      | оператор                                                  |
| 2017      | ф   | Знову вдома                                 | Home Again                                                              | оператор                                                  |